# Lampides baweana
Lampides baweana är en fjärilsart som beskrevs av Hans Fruhstorfer 1916. Lampides baweana ingår i släktet Lampides, och familjen juvelvingar. Inga underarter finns listade i Catalogue of Life.